# Arp 273
Pour les articles homonymes, voir Galaxie (homonymie) et Rose.
Arp 273, aussi surnommée les galaxies de la Rose, est une paire de galaxies particulières en interaction située à environ 350 millions d’années-lumière de la Terre, dans la constellation d'Andromède. 

## Histoire
Cette paire de galaxies particulières est cataloguée pour la première fois par Halton Arp sous le nom Arp 273 de son Atlas des Galaxies Particulières (Atlas of Peculiar Galaxies) de 1966, et sous les noms UGC 1810 et UGC 1813 du Uppsala General Catalogue of Galaxies (UGC) de 1973. 

## Caractéristiques
Arp 273 se compose de deux galaxies spirales : UGC 1810 (la plus au Nord, la plus vaste et la plus massive) et UGC 1813 (la plus au Sud, de masse 5 fois inférieur). Quelques dizaines de milliers d'années-lumière les séparent. Ces galaxies apparaissent en partie déformées suite de leur interaction gravitationnelle.
La vitesse d'Arp 273 par rapport au fond diffus cosmologique est de 7 273 ± 16 km/s, ce qui correspond à une distance de Hubble de 107,3 ± 7,5 Mpc (∼350 millions d'al).
UGC 1813 (la plus petite des deux) serait passée à travers le disque de la plus grande, provoquant une déformation asymétrique des bras spiraux de celle-ci. Leur interaction a aussi favorisé l'augmentation du taux de formation d'étoiles en leur sein, UGC 1813 présentant par ailleurs une région à sursauts de formation d'étoiles intense au niveau de son noyau.
La forme d'Arp 273 évoque celle d'une rose, d'où son surnom.

### Galaxies membres
Le tableau ci-dessous présente les galaxies membres d'Arp 273 avec quelques-unes de leurs caractéristiques. Les valeurs de distances et de diamètres proviennent de la base de données NASA/IPAC, et celles de la magnitude dans la bande B du site du professeur Seligman. Les valeurs de distances correspondent à celles selon la loi de Hubble-Lemaître (distance de Hubble), basée sur le décalage vers le rouge (redshift).
| Désignation | Autre désignation  | Type       | Magnitude (B) | Distance (Mpc)                         | Diamètre (Kpc)                  |
| ----------- | ------------------ | ---------- | ------------- | -------------------------------------- | ------------------------------- |
| UGC 1810    | PGC 8961 (2148667) | SA(s)b pec | ~ 13          | 108,28 ± 7,59 Mpc (∼353 millions d'al) | environ 73,99 kpc (∼241 000 al) |
| UGC 1813    | PGC 8970           | SB(s)a pec | ~ 15          | 105,23 ± 7,37 Mpc (∼343 millions d'al) | environ 58,55 kpc (∼191 000 al) |

- Légende (type de galaxie) : SA=Spirale, SB=Spirale barrée, pec=particulière (peculiar).

## Supernova
La supernova SN 1962R a été découverte dans UGC 1810 en décembre 1962 depuis l'observatoire Lick de l'université de Californie aux États-Unis. D'une magnitude apparente de 15,9 au moment de sa découverte, son type n'a pu être identifié.